# 三黄瀉心湯
三黄瀉心湯（さんおうしゃしんとう）は、漢方薬方剤の一つ。黄連解毒湯の証の人で、この他に便秘の傾向のある人に用いられる。

## 構成生薬
- 黄芩（オウゴン）
- 黄連（オウレン)[1]
- 大黄（ダイオウ）

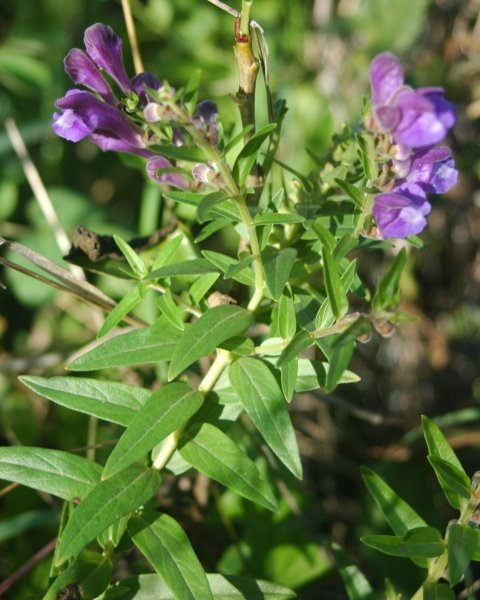
黄岑
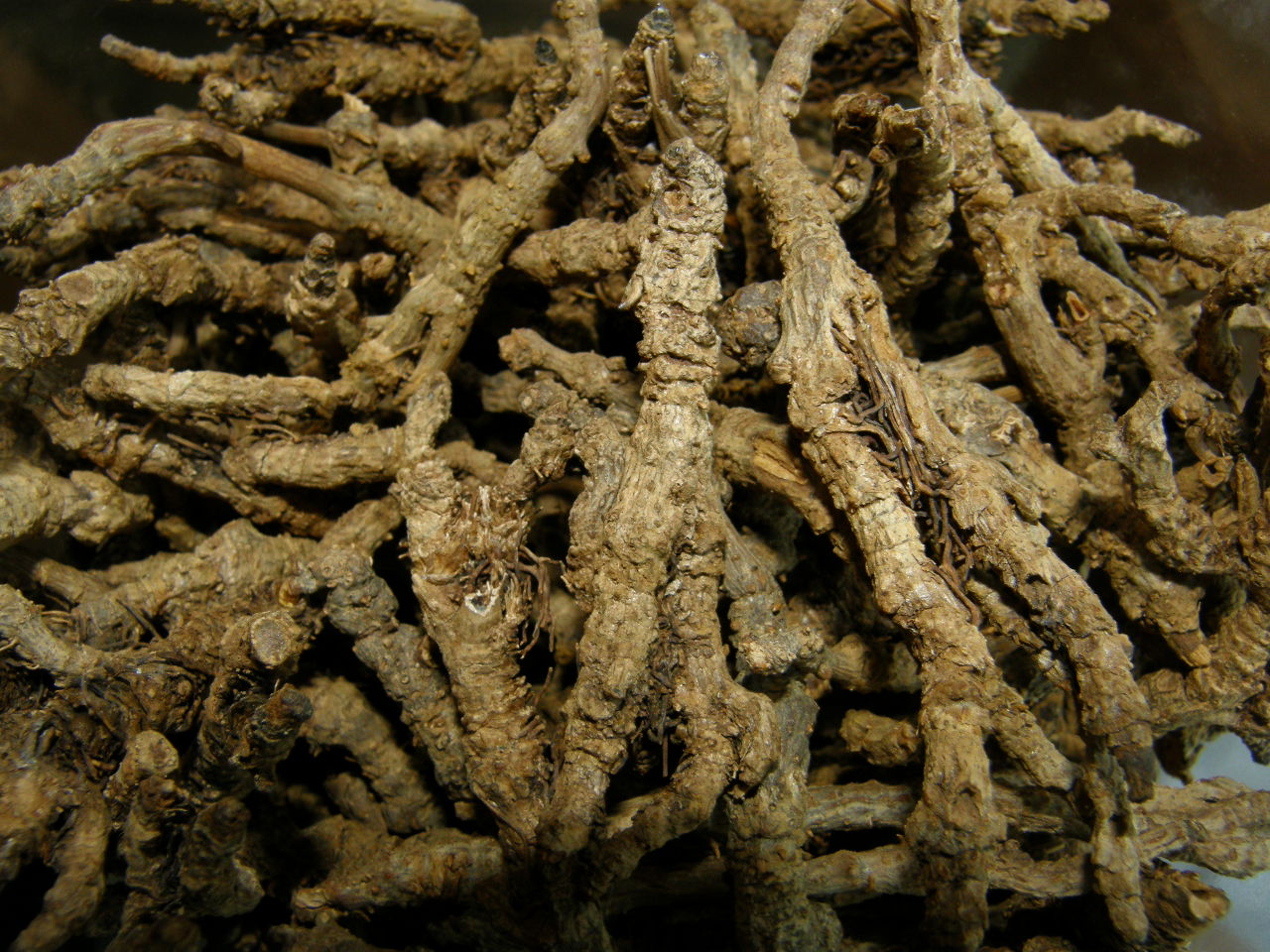
黄連
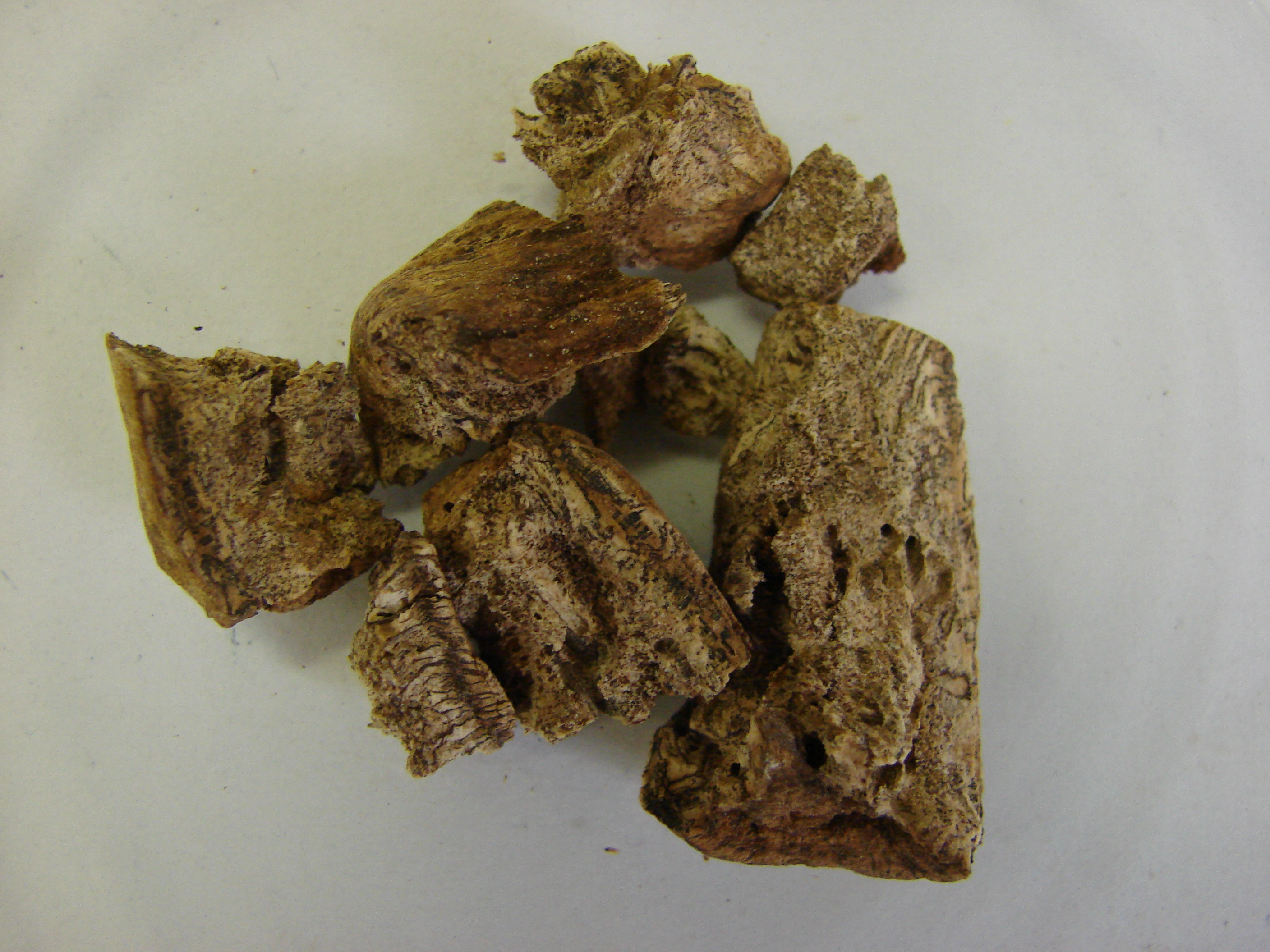
大黄